# جينغهوا
جينغهوا (بالصينية: 金华市) وتسمى أيضا كينهوا وهي مدينة تقع شرق الصين في محافظة جيجيانغ تقع شمال غرب مدينة هانغتشو وجنوب غرب مدينة كو زهو و جنوب مدينة ليشوي و شرق مدينة تاي زهو و شمال شرق مدينة شاو كسينج، ويبلغ عدد سكانها 5,361,600 نسمة حسب إحصاء سنة 2010، منها ل1,077,300 لديهم مناطق مبنية، وتبلغ مساحة المدينة 11 كلم مربع، يتواجد في هذه المدينة كمية من النفط.